# إيفلين دسوزا
إيفلين دسوزا (بالإنجليزية: Eve D'Souza)‏ هي ممثلة كينية، ولدت في 11 مارس 1979 في مومباسا في كينيا.